# Josephinische Kolonisation
Als Josephinische Kolonisation oder Josephinische Besiedlung (polnisch Kolonizacja józefińska, rumänisch Colonizarea iosefină) wurde im Kaisertum Österreich (Cisleithanien) und in Ostmitteleuropa ein von Kaiser Joseph II. initiiertes Projekt zur Ansiedlung von Deutschen in neuerworbenen Gebieten im Osten der Habsburgermonarchie bezeichnet (z. B. Illischestie, Bukowina, heute in Kreis Suceava, Rumänien).

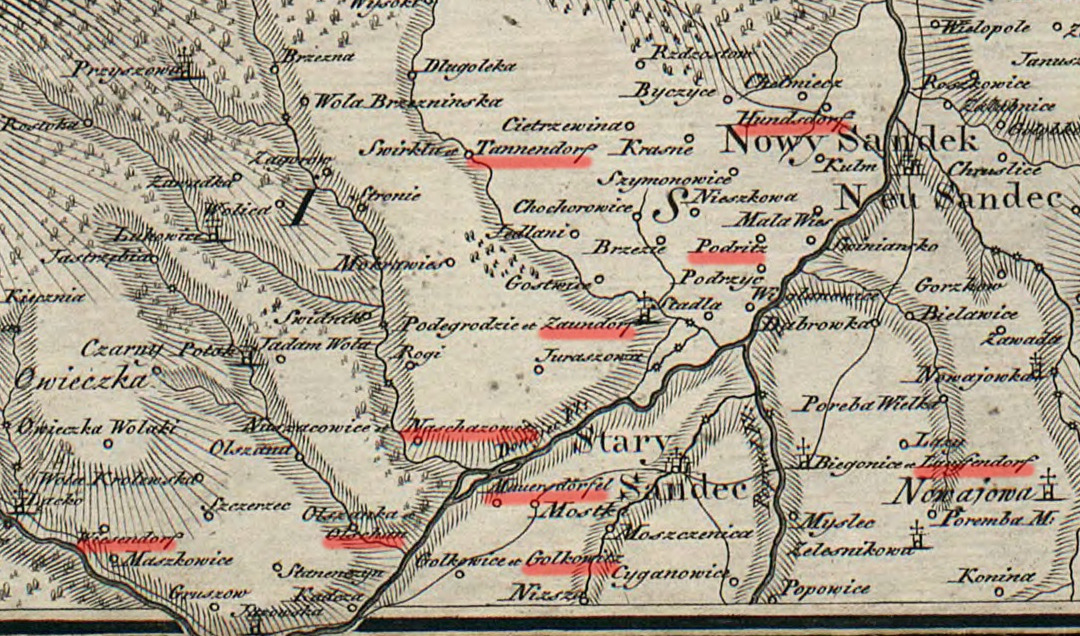
Einige josephinische Kolonien um Neu Sandez (1797)

## Geschichte
Besiedelt wurden vor allem Gebiete in Galizien. Die angeworbenen Siedler kamen großteils aus der Pfalz (über 1/3) und Süddeutschland. So siedelten sich beispielsweise Pfälzer Schwaben 1783 aufgrund des Ansiedlungspatents Josefs II. vom September 1781 in Ostgalizien an und gründeten dort Reihendörfer und Tochtersiedlungen (siehe z. B. Kalusch in Ostgalizien, heute Ukraine). Die 14.400 Siedler oder 3.200 Familien gründeten 120 überwiegend deutsche Kolonien, sowie 55 sprachlich gemischte Siedlungen. Die Kolonisten wurden überwiegend nach ihren Bekenntnissen gruppiert. Lutheraner machten um 47 %, Reformierte um 13 %, Mennoniten unter 1 % und Römische-Katholiken um 39 %. Die Mennoniten wurden offiziell als Lutheraner behandelt, weil sie die in den Josephinischen Kirchenreformen vorgesehene Schwelle der 100 Familien zur Gründung einer eigenen Gemeinde lange Zeit nicht überschreiten konnten. Erst im Jahr 1909 wurde die mennonitische Gemeinde Kiernica-Lemberg gegründet.
Die Kosten betrugen insgesamt rund 3.000.000 Österreichische Gulden, d. h. über 900 pro Familie. Die Kolonisation erfüllte nicht die Erwartungen des Staates – an Stelle der erhoffen Handwerker und Spezialisten kamen meistens arme, vom Staat abhängige Bauern.
Kurz vor dem Ersten Weltkrieg wanderten viele Siedler nach Kanada aus. Nach dem Deutsch-Sowjetischen Grenz- und Freundschaftsvertrag vom 28. September 1939 fiel das Gebiet an die Sowjetunion. Die im sowjetischen Teil verbliebenen Siedler wurden zumeist ins Dritte Reich (Wartheland) umgesiedelt.